# Узор и украшение
«Узор и украшение» (англ. Pattern and Decoration; P&D или новая декоративность) — направление американского современного искусства середины 1970-х — начала 1980-х годов. Ключевую роль в поддержке направления сыграла галерея Холли Соломон. Ретроспективная выставка работ прошла в Hudson River Museum в 2008 году. 

## Истоки направления
Многие из авторов, работавших в направлении «Узор и украшение», имели художественное образование в области абстрактного искусства 1960-х годов. Доминирование вестернизированного, мужского духа в модернистской художественной мысли привело к маргинализации незападных и женских идей. Новое направление стремилось возродить интерес к второстепенным формам, таким как узор, которые в то время приравнивались к тривиальности. Преобладающее негативное отношение к художественному оформлению обычно не разделялось незападными культурами.
Истоки направления лежат за пределами высокого изобразительного искусства. Многие работы имитируют узоры, подобные тем, что используются на обоях, набивных тканях и стеганых полотнах, размывая грань между искусством и дизайном.
Художники направления также искали вдохновения за пределами Соединенных Штатов. В геометрических и цветочных узорах заметно сходство с исламскими изразцами из Испании и Северной Африки. Также обнаруживается влияние мексиканской, римской и византийской мозаики, турецкой вышивки, японской ксилографии, персидских и индийских ковров и миниатюр.

## Становление
Основываясь на традиционном материале, направление «Узор и украшение» даёт им модернистскую трактовку. Куратор Музея современного искусства в Джэксонвилле Бен Джонсон характеризовал картины как абстрактную живопись, лишённую определённой композиции, покрывающую полотно целиком и не различающую ни передний и задний план. По его словам, в первые годы художники направления пытались дистанцироваться от принципов минимализма с его строгими линиями и сдержанной композицией, однако на деле часто пользовались его же приёмами.

## Вне искусства
Некоторые работы, вписывающиеся в принципы направления, можно считать прикладным искусством. Помимо живописи, художники использовали и иные формы искусства. Одной из ключевых ранних работ Джойса Козлоффа была инсталляция под названием «Украшенный интерьер» (An Interior Decorated, 1978). Она включала в себя керамику, выложенный вручную расписанной плиткой пол, настенные ковры с шелкографией и литографии. Работа была размещена в галерее Тайбора де Нейджи в Нью-Йорке. 
Помимо ярких картин и коллажей из цветов, Роберт Кушнер создавал узорчатые костюмы, которые использовались в перфомансах.
Многие коллажи создавались путём деконтекстуализации и комбинации разрозненных элементов, за счёт чего формировался новый смысл. Мириам Шапиро изобрела термин «femmage», чтобы описать комбинацию живописи и шитья. Она украсила расписанный холст традиционным женским рукоделием, таким как гладь, вышивка крестом и квилтинг.
Помимо материальных ассамбляжей, художники занимались духовным объединением фрагментов разных культур. Форма коллажа имела ключевое значение для направления. Критики, такие как Анна Шварц, ссылаются на эту рекомбинацию исходных материалов в качестве доказательства того, что движение «Узор и украшения» является ранним примером постмодернизма.

## Критические споры
В течение нескольких лет направление пользовалось успехом у критиков, а художники имели хороший доход от продажи своих работ. Произведения были востребованы как в Америке, так и в Европе. Однако с 1980-х годов отношение критиков изменилось. Причины негативной реакции разнообразны и являются предметом споров. Критик Нью-Йорк-Таймс Холланд Коттер объяснял это тем, что искусство было связано с феминизмом, а также истоками искусства, так как в неоэкспрессионистские и неоконцептуалистические концепции конца 1980-х сердечки, турецкие цветы, обои и арабески не вписывались. С утверждением мультикультурализма и права на собственную идентичность, как заметил Коттер, для этих объектов и направления в целом художественный климат стал более дружелюбным.
В 2008 году Hudson River Art Museum в Йонкерсе, штат Нью-Йорк, организовал выставку под названием «Узор и украшение: идеальное видение в американском искусстве, 1975–1985 годы» (Pattern and Decoration: An Ideal Vision in American Art, 1975-1985), которая попыталась восстановить репутацию направления. Куратор выставки Энн Шварц утверждала, что в своё время зрителям казалась неуместной чувственность работ феминистского искусства, и когда направление  «Узор и украшение» использовало схожие методы: провокацию, удовольствие, мягкость — этим оно бросало вызов интеллектуальному, чему предписывалось главенствовать в сознании зрителей.

## Взаимоотношения с феминистским искусством
Между движением «Узор и украшение» и феминистским искусством существует близкая связь. Она проистекает из основ направления, противоположных минимализму и концептуализму, для которых аскетизм была высшей ценностью, а украшательство и ремесло принижались.
Джойс Козлофф и Валери Джодон в эссе 1978 года Art Hysterical Notions of Progress and Culture художники Джойс Козлофф и Валери Джодон изложили предположение, что в основе дискурса западного искусствоведения лежат сексизм и расизм. Одновременно подтверждалась ценность украшения и эстетика красоты, которые приписывались женскому началу.
Цветочные темы, узоры и украшения связаны с женским началом. Художники «Узора и украшения» использовали элементы рукоделия, такие как вышивка и бисероплетение, традиционно считавшиеся женским домашним занятием. Включение этих элементов в картины разрушало превосходство изобразительного искусства над ремеслом и, таким образом, затрагивало вопрос о публичном (мужском) пространстве и домашнем (женском) и противопоставляло изящные искусства и утилитарные предметы.
Однако среди критиков нет согласия, в какой степени направление можно считать феминистским. Хотя Козлофф и Джодон открыто рассказывали о своей феминистской программе, художники-мужчины Роберт Кушнер и Ким Макконнел иногда избегали этой темы. Чаще они говорили об эстетической мотивации выбора украшательства. Кушнер рассуждал, что галереи и музеи принимали работу, если она выглядела индустриально, прямоугольно, серо, но для него это было скучно, поэтому он предпочитал создавать картины, на которые нужно долго смотреть, чтобы полностью понять.
Поскольку эти художники-мужчины играли ключевую роль в направлении, а их работы имели коммерческий успех, общая характеристика как женского искусства не принята всеми критиками. С другой стороны, Карисса Диджованни утверждает, что дистанцирование мужчин-художников от феминистской идеи в результате в целом ей помогло, так как принятая ими женская эстетика стала приемлемой для художественного истеблишмента.

## Художники направления
- Синтия Карлсон[1]
- Брэд Дэвис[4]
- Тина Жируард
- Мария Григориадис
- Валери Джодон[4]
- Джейн Кауфман[1]
- Джойс Козлофф[1]
- Роберт Кушнер[4]
- Томас Ланиган-Шмидт[4]
- Ким Макконнел[4]
- Сьюзен Мичод[1]
- Соня Рапопорт[19]
- Тони Роббин[1]
- Мириам Шапиро[1]
- Кендалл Шоу[20]
- Нед Смит[4]
- Бетти Вудман[21]
- Джордж Вудман[21]
- Роберт Заканич[1]